# Stillking Films

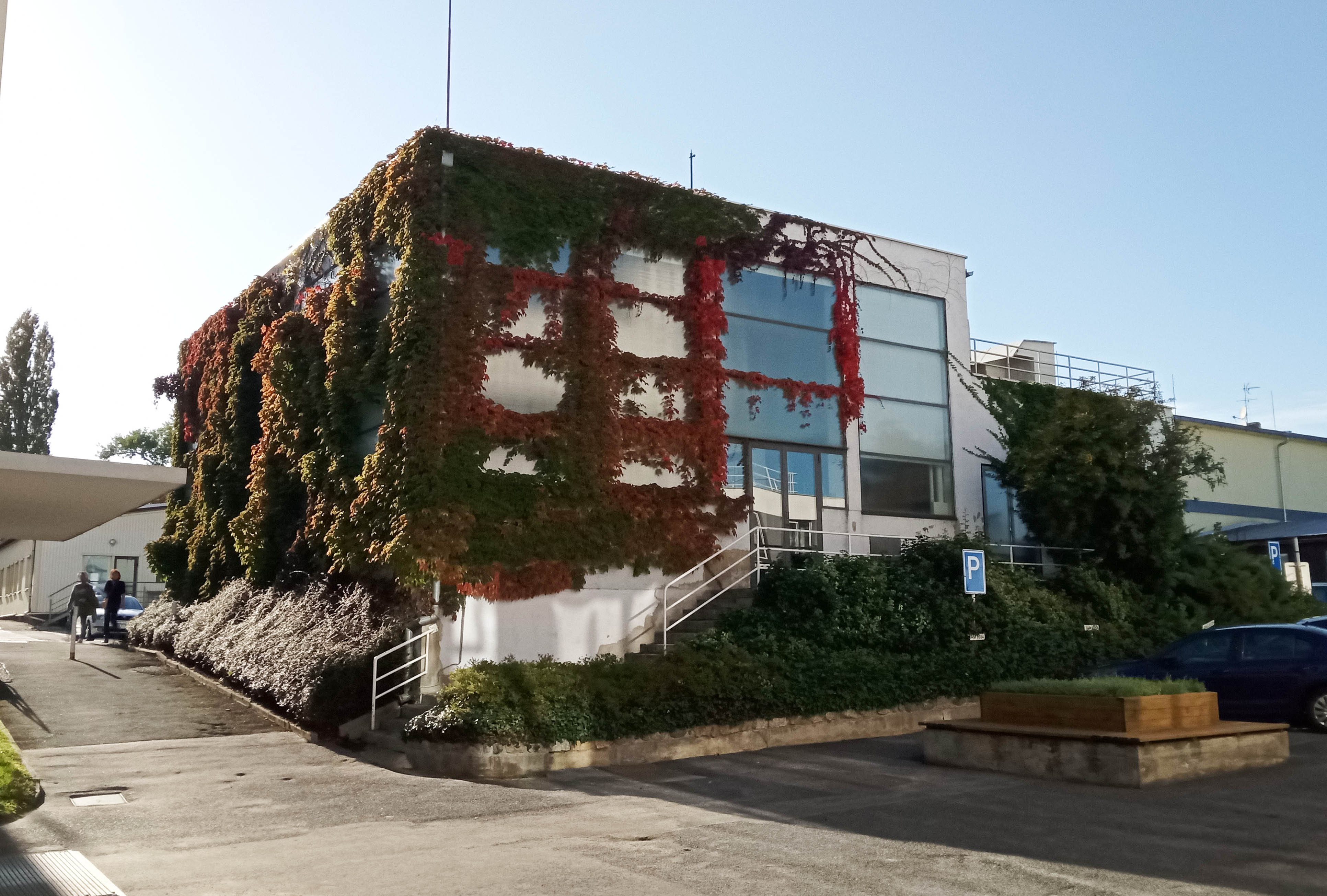
Batiment de l'entreprise en République tchèque

Stillking Films est une société de production cinématographique installée en République tchèque fondée par Matthew Stillman. Parmi les films produits on trouve Mission impossible : Protocole Fantôme, Child 44, Snowpiercer .
Stillking Films est la plus importante société de production tchèque,.

## Histoire
Stillking est fondé par Matthew Stillman en 1993. Son but était de produire des films à gros budget en République tchèque. La société coproduit son premier long-métrage en 1995. Plusieurs suivent les années suivantes et permettent à la compagnie de se développer puis de créer des antennes dans d'autres pays comme le Royaume-Uni, l'Afrique du Sud, l'Espagne et le Chili.

## Bureaux
- Stillking Films Barrandov Film Studios - Prague
- Stillking Cape Town Radio House - Le Cap
- Motel Productions - Barcelone
- Stillking Londres - Londres
- Stillking Santiago du Chili - Santiago du Chili
- Stillking USA - Los Angeles
- Pioneer Stillking Films - Budapest
- Icon Films - Bucarest

## Quelques Productions
- 1999 : Plunkett & Macleane
- 2001 : From Hell
- 2003 : Shanghai Knights
- 2004 : Alien vs. Predator
- 2004 : The Prince and Me
- 2004 : Van Helsing
- 2005 : Everything Is Illuminated
- 2005 : Doom
- 2005 : The Chronicles of Narnia: The Lion, the Witch and the Wardrobe
- 2006 : Casino Royale
- 2008 : Quantum of Solace
- 2009 : G.I. Joe: The Rise of Cobra
- 2011 : Mission impossible : Protocole Fantôme
- 2013 : Snowpiercer
- 2016 : Underworld: Blood Wars